# Шебалова, Марфа Ивановна
Марфа Ивановна Шебалова (5 мая 1931 года, село Можаров Майдан, Пильнинский район, Горьковская область — 18 апреля 2010 года, Нижний Новгород) — полировщица Горьковского автомобильного завода Министерства автомобильной промышленности СССР. Герой Социалистического Труда (1971).

## Биография
Родилась в 1931 году в крестьянской семье в селе Можаров Майдан. В 1946 году окончила шесть классов в селе Бер Майдан Воротынского района. Трудилась разнорабочей в Воротынском лесничестве, рядовой колхозницей в колхозе «Советская деревня». С 1950 года проживала в Горьком, где работала полировщицей в цехе металлопокрытий Горьковского автомобильного завода.
В 1970 году досрочно выполнил личные социалистические обязательства и производственные задания Восьмой пятилетки (1966—1970). Указом Президиума Верховного Совета СССР от 5 апреля 1971 года «за выдающиеся успехи в выполнении заданий пятилетнего плана по развитию автомобильной промышленности» удостоен звания Героя Социалистического Труда с вручением ордена Ленина и золотой медали «Серп и Молот».
Неоднократно избиралась депутатом Горьсковского областного Совета народных депутатов.
Трудилась на заводе до выхода на пенсию. Проживала в Горьком.
Скончалась в 2010 году. Похоронена на Старом Автозаводском кладбище.
Награды
- Герой Социалистического Труда
- Орден Ленина
- Орден Трудового Красного Знамени (1966)
- Орден Октябрьской Революции (1976)
- Почётный гражданин города Горький (29.09.1982)